# IC 4329A
IC 4329A је лентикуларна галаксија у сазвјежђу Кентаур која се налази на листи објеката дубоког неба у Индекс каталогу.
Деклинација објекта је - 30° 18' 36" а ректасцензија 13h 49m 19,3s. Привидна величина (магнитуда) објекта IC 4329 износи 13,0 а фотографска магнитуда 13,9. IC 4329A је још познат и под ознакама ESO 445-50, MCG -5-33-21, IRAS 13464-3003, PGC 49051.